# アレクサンドル・バラノフ (軍人)

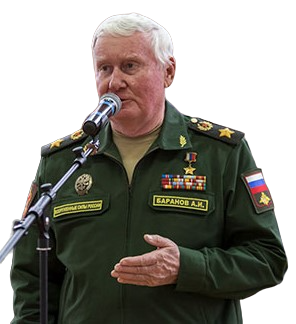
アレクサンドル・バラノフ

アレクサンドル・イヴァーノヴィチ・バラノフ（ロシア語: Александр Иванович Баранов, ラテン文字転写: Alexander Ivanovich Baranov、1946年5月13日 - 2025年3月）は、ロシア連邦の軍人。北カフカーズ軍管区司令官。上級大将。ロシア連邦英雄。

## 経歴
1967年、タシケント高等諸兵科共通指揮学校を卒業。ザカフカーズ軍管区の偵察グループ、小隊、中隊、大隊を指揮。
1977年、M.V.フルンゼ名称軍事アカデミーを優秀で卒業した後、在独ソビエト軍集団に配属。連隊参謀長、連隊長、師団参謀長を歴任。1983年～1989年、沿カルパチア軍管区で師団長、後に軍第一副司令官を歴任。
1991年、ソ連参謀本部軍事アカデミーを金メダルで卒業し、モスクワ軍管区の軍参謀長に任命。1994年7月から沿ヴォルガ軍管区の軍司令官。1996年12月から沿ヴォルガ軍管区、後に北カフカーズ軍管区の参謀長。2000年3月からウラル軍管区司令官。2000年5月5日、ロシア連邦英雄称号を授与。
2001年7月19日、初代沿ヴォルガ・ウラル軍管区司令官に任命。
2004年6月、上級大将に昇進、同年7月、北カフカーズ軍管区司令官に任命。
2025年3月12日までに死去。